# Октябрьский проспект (Киров)
Октя́брьский проспе́кт (Санкт-Петербургский, Петроградский проспект) — крупнейшая улица и главная ось города Кирова. Проспект протянулся от площади XX партсъезда на Филейки на севере города до пересечения с Комсомольской улицей на юге. Имеет статус магистральной улицы общегородского значения.
Из-за особенностей своего исторического развития, проспект идёт сначала с запада на восток, а на основном своём протяжении — с севера на юг. В месте его поворота на юг начинается другая крупная улица Кирова — Владимирская, которая первый квартал идёт на юго-восток, но на основном своём протяжении — с севера на юг, параллельно Октябрьскому проспекту. Получается, что две параллельные центральные улицы города имеют перекрёсток.

## История
Впервые будущий Октябрьский проспект появился в первом регулярном плане Вятки в 1784 году как Гласисная улица. Название улицы образовано от фр. Glasis — земляной, потому что улица была пограничной и прошла рядом с земляным валом, окружавшим посадскую часть Вятки. Следующие полтора века Гласисная улица являлась западной границей города. Гласисная улица была ограничена Острожной улицей (ныне ул. МОПРа) на севере и Орловской улицей на юге.
В 1812 году новый регулярный план удлинил улицу до Луковицкого оврага на севере (ныне Профсоюзная улица) и речки Хлыновки на юге. В 1902 году улице присвоили имя Санкт-Петербургской, так как улица вела к построенному недавно Петербургскому вокзалу, главным железнодорожным воротам города. В 1914 году вслед за столицей улица сменила название на Петроградскую, а в 1915 году Петроградская улица получила статус бульвара, ознаменовавший повышение её значимости для города.
После установления советской власти бульвар менял название на Красно-Питерский, Красноленинский, Ленинградский. В 1927 году бульвару присвоили окончательное название — Октябрьская улица — в честь Октябрьской революции. 
В 1928 году Президиум ВЦИК принял решение о включении в городскую черту Вятки 27 близлежащих слобод и деревень, что увеличило городскую территорию вдвое. С учётом активно разрушаемых прежних доминант города в районе улиц Ленина (Николаевской) и Льва Троцкого (ранее Казанской, после — Большевиков и с 2012 года — снова Казанской) и новых западных территорий к Октябрьской улице переходят функции главной оси развивающегося города, она же связывала рабочий городской север с вокзалом на юге. 
В 1940 году на улице начинают возводить первую в городе трамвайную линию, но из-за начавшейся Великой Отечественной войны строительные работы были остановлены. Город становится крупным эвакоцентром, принимающим промышленность и учреждения культуры привоенных территорий. Предприятия, в основном, размещаются в малоосвоенных западных и северных территориях, от северного промышленного центра к Октябрьской улице проложено Филейское шоссе, соединявшееся с улицей в районе современного мясокомбината. Вместо трамвая на Октябрьской улице и по Филейскому шоссе протягивают троллейбусную линию. В 1958 году Октябрьскую улицу и Филейское шоссе объединяют в Октябрьский проспект, который вплоть до присоединения Нововятска к Кирову в 1989 году проходил с севера на юг через всю городскую территорию. 

## Значимые здания и сооружения
- № 1а — Завод  «Авитек»
- № 18 — Завод «ОЦМ»
- Монумент «Славе не меркнуть, традициям жить!»
- № 24 — Завод «Лепсе»
- улица Лепсе, 4/1 — Храм Илии Пророка
- № 69 — Стадион «Родина»
- № 38 — Областной дом народного творчества
- Памятник «Кировчане-фронту»
- № 97 — Авиационный техникум
- № 99 — Начальственный дом
- № 125 — Здание Сельскохозяйственного технического училища
- улица Молодой Гвардии, 67 — Завод «Маяк»
- № 133 — Вятский государственный агротехнологический университет
- улица Воровского, 77 — Вятка-ЦУМ
- № 145 — Гостиница «Вятка»
- Центральный парк
- улица Горького, 32 — Диорама
- № 147 — Цирк
- № 122 — Здание 3-й пожарной части

## Городской фольклор
Существует известный городской анекдот:
— Где в Кирове теплее — на площади Лепсе или у ЦУМа?

— Конечно, у ЦУМа!

— Почему?

— Потому что на площади Лепсе Мироныч стоит в расстёгнутом пальто, а у ЦУМа он пальто уже снял.
— Зачем на Октябрьском проспекте поставлен танк?

— Ясно зачем! Мироныч у ЦУМа с протянутой рукой народ с вокзалов зазывает — приезжайте, приезжайте! А танк с другого конца проспекта поставили, чтобы никто обратно не уехал.

## Известные люди
- С 1956 по 1995 год в доме № 50 по Октябрьскому проспекту жил со своей семьёй известный детский писатель, поэт и фольклорист Леонид Дьяконов. В честь его памяти на доме по решению городских властей была установлена мемориальная доска[2].